# Metamodernisme
El concepte metamodernisme recull un conjunt d'idees en filosofia, estètica, literatura i cultura que han sorgit com una resposta des del (i al seu torn, reaccionant al) postmodernisme. Allò que caracteritza el metamodernisme són una sèrie de mediacions que oscil·len entre les tendències que representen el modernisme i el postmodernisme.
El metamodernisme es pot definir també com una "estructura de sentiment" que situa la construcció de coneixement en un estat de sincera ironia.
La sensibilitat metamodernista es manifesta en diversos productes culturals, polítics, socials i tècnics. Són referents d'aquesta nova sensibilitat, entre d'altres, els creadors nord-americans David Foster Wallace (escriptor), Anabel Daou (artista visual), Donald Glover (actor, músic i performer) i Bo Burnham (humorista).

## Desenvolupament històric
El terme Metamodernista va sorgir el 1975, quan Mas'ud Zavarzadeh el va utilitzar per descriure un grup d'actituds estètiques que havien sorgit en la literatura americana des de mitjan dècada dels cinquanta.
L'any 1999, l'artista, pintor i historiador de l'art nigerià Moyo Okediji va descriure el terme metamodernisme alhora com una extensió i com un desafiament al modernisme i al postmodernisme. El seu objectiu havia de ser: "transcendir, fracturar, subvertir, burlar, interrogar i interrompre, segrestar i apropiar la postmodernitat i la modernitat".
Més recentment, aquest interessant pensador nigerià ha dit que considera el metamodernisme com una poderosa eina dialògica "com a convertir-se en una mena de discurs pont que és capaç de trobar maneres d'iniciar algun tipus de reconciliació sense ser necessàriament capaç de resoldre problemes". Afirma: "Els problemes sempre hi seran, però necessitem parlar d'ells d'una manera que ens permeti continuar un diàleg perquè és quan la gent atura un diàleg comença la guerra."
El 2002, la teòrica literària canadenca Linda Hutcheon va afirmar que una nova etiqueta era necessària per allò que estava emergint després del postmodernisme. Va escriure: "Diguem només: s'ha acabat. (...) El moment postmodern ha passat, encara que les seves estratègies discursives i la seva crítica ideològica continuen vivint –com les del modernisme– en el nostre món contemporani del segle XXI. (...) El post-postmodernisme necessita una nova etiqueta pròpia i, per tant, concloc amb aquest repte per als lectors a trobar-lo i anomenar-lo per al segle XXI."
Aquell mateix any, André Furlani, en la seva anàlisi d'obres literàries, va descriure el metamodernisme com una estètica que després del modernisme i, fins i tot, per mitjà del modernisme, representa tant una sortida com una perpetuació. Es va entendre que la relació del metamodernisme amb el modernisme era com anar "molt més enllà de l'homenatge, cap a un nou compromís amb el mètode modernista per tal d'abordar temes fora de l'abast o interès dels propis modernistes." A la fi de la primera dècada d'aquest segle, aquestes relacions emergents comencen a configurar un pol d'interès cultural i intel·lectual.
El 2007, Alexandra Dumitrescu va descriure el metamodernisme, en part, com una concurrència amb, una aparició de, i una reacció al, postmodernisme, "defensa[nt] la idea que només en la seva interconnexió i revisió contínua rau la possibilitat de copsar la naturalesa dels fenòmens culturals i literaris contemporanis."
El metamodernisme presenta actualment dos corrents principals: El corrent holandès, els principals representants del qual són Timotheus Vermeulen i Robin van den Akker i el corrent nòrdic, sintetitzat pel filòsof Hanzi Freinacht. Cadascun dels representants d'aquests dos corrents ha publicat llibres, assajos i mantenen pàgines webs distintives. Un altre dels referents intel·lectuals més significatius del metamodernisme és Brent Cooper, un sociòleg canadenc i investigador independent que durant l'última dècada ha traçat la coherència del concepte des del seu centre Abs-tract Organization.

### El corrent holandès
El corrent holandès del metamodernisme neix essencialment a partir de l'obra dels teòrics culturals Timotheus Vermeulen i Robin van den Akker quan l'any 2010 van proposar el metamodernisme com "una intervenció en el debat del post-postmodernisme." En l'assaig Notes on Metamodernism (Notes sobre el metamodernisme), van afirmar que els anys 2000s van estar caracteritzats pel retorn de posicions típicament modernes, que no es van perdre de les estructures mentals postmodernes dels anys vuitanta i noranta. Segons Vermeulen i van den Akker, la sensibilitat metamoderna "pot ser concebuda com una espècie d'ingenuïtat informada, un idealisme pragmàtic". Expressa la resposta cultural als recents esdeveniments globals com ara el canvi climàtic, la crisi financera global, la inestabilitat política i la revolució digital. També van afirmar que “la cultura postmoderna del relativisme, la ironia i el pastiche" es va acabar, i ha estat reemplaçada per una condició post-ideològica que emfatitza el compromís, l'afecte i la narració a través d'una "sinceritat irònica".
El prefix "meta-" fa referència al terme encunyat per Plató metaxy, que denota un moviment entre pols oposats i més enllà d'ells.
Vermeulen i Van den Akker descriuen el metamodernisme com a "estructura del sentir" que oscil·la entre el modernisme i el postmodernisme com "un pèndol que balanceja entre innombrables pols".
Segons la crítica d'art i escriptora Kim Levin, aquesta oscil·lació entre modernisme i postmodernisme "és dubitativa, així com l'esperança i la malenconia, la sinceritat i la ironia, la qual cosa afecta i l'apatia, allò personal i allò polític, i la tecnologia i el techné." 
D'acord amb Vermeulen, per a la generació metamoderna "els grans relats són tan necessaris com problemàtics, l'esperança no és simplement una cosa de la qual desconfiar, l'amor no necessàriament una cosa que s'ha de ridiculitzar."
Vermeulen afirma que el metamodernisme no és tant una filosofia o sistema de pensament tancat, sinó que és un intent en una llengua vernacle, o una classe de document de codi obert. En altres paraules, el metamodernisme és allò que podria contextualitzar i explicar què està succeint al voltant, tant en economia política com en les arts.
El 2017, Vermeulen i van den Akker, amb Allison Gibbons, van publicar Metamodernism: Historicity, Affect and Depth After Postmodernism (Metamodernisme: historicitat, afecte i profunditat després del postmodernisme), una col·lecció editada d'assajos que exploren la noció de metamodernisme en diversos camps de les arts i la cultura. Els capítols individuals cobreixen el metamodernisme en àmbits com el cinema, la ficció literària, l'artesania, la televisió, la fotografia i la política. En el capítol introductori, van den Akker and Vermeulen actualitzen i consoliden la seva proposta original de 2010, mentre aborden els usos divergents del terme "metamodernisme" per part d'altres pensadors.

### El corrent nòrdic
El 2019, Hanzi Freinacht va publicar Nordic Ideology (Ideologia nòrdica), una visió detallada d'un metamodernisme polític basat en el seu relat sociològic metamodern de les visions del món. Fent ús dels països nòrdics com a model, Freinacht argumenta que un enfocament de desenvolupament de la política podria prendre el Social Liberalisme Verd com una metaideologia general compartida, i que aquesta ideologia compartida global permet un matís polític considerable en un sistema amb molts partits polítics. Això es presenta en marcat contrast amb els binaris presents en el sistema de dos partits dels Estats Units d'Amèrica i el Regne Unit.

## Sobre el metamodernisme
Anteriorment ja hem explicat que el prefix meta, deriva de metaxy-. Plató l'empra per descriure una oscil·lació i simultaneïtat entre dos pols oposats. Per tant, el metamodernisme és un concepte que combina característiques del modernisme i del postmodernisme, com la desconstrucció, la ironia, el relativisme, el nihilisme i el rebuig als grans relats que es materialitza mostrant-les com una caricatura.
Aquesta ideologia i el seu discurs es compromet amb el ressorgiment de conceptes propis del modernisme com ara: la sinceritat, l'amor, l'afecte, el romanticisme, el potencial dels grans relats i les veritats universals, sense perdre les idees del postmodernisme. Així, en lloc de retornar a la ingenuïtat del modernisme, o a la cruesa del postmodernisme, el metamodernisme decideix ser una oscil·lació entre les tendències que representen aquestes dues formes de discurs. En cap cas, però, no pretén ser una filosofia o moviment, ja que no és definit ni delimitat per un sistema de pensament tancat, ni dicta un conjunt particular de valors, metodologies o pensaments,
L'estructura metamoderna del sentiment evoca una oscil·lació, entre un desig modern i una visió postmodernista sobre el sentit de tot; entre una sinceritat moderna i una ironia postmoderna; entre l'esperança i la melancolia; entre l'empatia i l'apatia; la unitat i la pluralitat; la puresa i la corrupció; la ingenuïtat i el coneixement; entre el pragmatisme i la utopia. Un ha d'anar amb compte de no pensar en aquesta oscil·lació com un equilibri; més aviat, és un pèndol que oscil·la entre nombrosos i incomptables pols. Cada vegada que l'entusiasme metamodern oscil·la cap al fanatisme, la gravetat el llança cap a la ironia; en el moment en què la seva ironia es balanceja cap a l'apatia, la gravetat el llança enrere cap a l'entusiasme.
S'ha postulat que un tret clau del metamodernisme és el retorn d'una sensibilitat romàntica. Vermeulen i Van den Akker han observat aquest fenomen tant en l'arquitectura de Herzog & de Meuron, com en el treball d'artistes com ara Bas Jan Ader, Peter Doig, Olafur Eliasson, Kaye Donachie, Charles Avery, i Ragnar Kjartansson.

### El Manifest Metamodernista
El 2011, Luke Turner va publicar un Metamodernist Manifesto. En el manifest demana una fi a "la inèrcia que resulta d'un segle d'ingenuïtat ideològica modernista i la falsedat cínica del seu antònim fill bastard." En canvi, proposa el metamodernisme com "la condició mercurial entre i més enllà de la ironia i la sinceritat; la ingenuïtat i el coneixement; el relativisme i la veritat; l'optimisme i el dubte, en persecució d'una pluralitat de disbarats i horitzons esquius."
El text va citar el treball de Vermeulen i van den Akker, i va concloure “hem d'anar endavant i oscil·lar!”.
Turner, més endavant, va reconèixer una col·laboració artística significativa en el manifest de l'actor Shia LaBeouf.

El manifest està compost dels vuit postulats següents: 

1.Reconeixem que l'oscil·lació és l'ordre natural del món.
2. Ens hem d'alliberar de la inèrcia resultant d'un segle d'ingenuïtat ideològica modernista i de la cínica insinceritat del seu nen antònim bastard.
3. D'ara endavant, el moviment s'habilitarà mitjançant una oscil·lació entre posicions, amb idees diametralment oposades operant com les polaritats polsants d'una màquina elèctrica colossal, impulsant el món a l'acció.
4. Reconeixem les limitacions inherents a tot moviment i experiència, i la inutilitat de qualsevol intent de transcendir els límits que s'hi estableixen. El que és incomplet, essencial d'un sistema, hauria de requerir una adherència. no per aconseguir una finalitat determinada o ser esclaus del seu curs, sinó més aviat per entreveure mitjançant proxy alguna exterioritat oculta. L'existència s'enriqueix si establim la nostra tasca com si aquests límits poguessin superar-se, ja que aquesta acció es desenvolupa al món.
5. Totes les coses queden atrapades dins de la diapositiva irrevocable cap a un estat de màxima dissociació entròpica. La creació artística està supeditada a l'origen o la revelació de la diferència en ella. L'afecte al zenit és l'experiència immediata de la diferència en si mateixa. El paper de l'art ha de ser explorar la promesa de la seva ambició paradoxal en incitar a l'excés a la presència.
6. El present és un símptoma del naixement bessó de la immediatesa i l'obsolescència. Avui, som nostàlgics tant com a futuristes. La nova tecnologia permet l'experiència simultània i la representació d'esdeveniments des duna multiplicitat de posicions. Lluny d'assenyalar-ne la desaparició, aquestes xarxes emergents faciliten la democratització de la història, il·luminant els camins de bifurcació al llarg dels quals les seves grans narratives poden navegar aquí i ara.
7. Així com la ciència s'esforça per assolir una elegància poètica, els artistes poden assumir una recerca de la veritat. Tota la informació és motiu de coneixement, ja sigui empíric o aforístic, sense importar-ne el valor de veritat. Hem d'abraçar la síntesi cientificopoètica i la ingenuïtat informada d'un realisme màgic. L'error engendra sentit.

8. Proposem un romanticisme pragmàtic sense traves per l'ancoratge ideològic. Per tant, el metamodernisme es definirà com la condició mercurial entre i més enllà de la ironia i la sinceritat; la ingenuïtat i el coneixement; el relativisme i la veritat; l'optimisme i el dubte; cercant una pluralitat d'horitzons dispars i elusius. Hem d'avançar i oscil·lar!

## Acceptació cultural
En la segona dècada del present segle, el creixent reconeixement cultural del metamodernisme va fer augmentar l'interès de les diverses comunitats artístiques. Per això, d'aleshores ençà, s'han realitzat diverses exposicions dedicades al metamodernisme.
Per exemple, al novembre de 2011, els responsables del Museu de les arts i el disseny a Nova York van reconèixer la influència de Vermeulen i van den Akker quan van presentar una exposició amb el títol: No More Modern: Notes on Metamodernism (No més modern: notes sobre el metamodernisme), on es va presentar el treball de Pilvi Takala, Guido van der Werve, Benjamin Martin, i Mariechen Danz.
Al març de 2012, la galeria Tanja Wagner a Berlín, en col·laboració amb Vermeulen i van den Akker, va comissariar Discussing Metamodernism (Parlant del metamodernisme), que es va convertir en la primera exposició realitzada a Europa al voltant del concepte de metamodernisme. L'espectacle va presentar el treball d'Ulf Aminde, Yael Bartana, Monica Bonvicini, Mariechen Danz, Annabel Daou, Paula Doepfner, Olafur Eliasson, Bufona Hatoum, Andy Holden, Šejla Kamerić, Ragnar Kjartansson, Kris Lemsalu, Issa Sant, David Thorpe, Angelika J. Trojnarski, Luke Turner, i Nastja Rönkkö.
Al maig de 2014, l'artista de música country Sturgill Simpson va dir a CMT que el seu àlbum Metamodern Sounds in Country Music (Sons metamoderns a la música country) havia estat inspirat en part per un assaig per Seth Abramson, qui escriu sobre metamodernisme en el seu blog Huffington. Simpson va declarar que "Abramson s'endinsa en el camí que tothom està obsessionat amb la nostàlgia, tot i que la tecnologia avança més ràpid que mai." Segons J.T. Welsch, "Abramson veu el prefix "meta-" com un mitjà per transcendir la càrrega del modernisme i l'herència intel·lectual suposadament polaritzada del postmodernisme."
En la seva quarta novela, More Deaths than One (Més morts que una), publicada l'any 2014, l'escriptor i cantant neozelandès Gary Jeshel Forrester va examinar el metamodernisme a través d'una recerca de les arrels d'Illinois central de David Foster Wallace durant un viatge picaresc a Amèrica. En ell, Forrester va escriure això: "La teoria [m]etamodernista proposa omplir el buit postmodernista amb una síntesi aproximada dels dos predecessors del segle XX [modernisme i postmodernisme]. En el nou paradigma, la metafísica, l'epistemologia i l'ontologia tenen el seu lloc, però la preocupació primordial és una altra divisió de la filosofia: l'ètica. Està bé buscar valors i significats, encara que continuem sent escèptics."
The Daniels, els directors de Everything Everywhere All at Once (Tot arreu, tot alhora, 2022), la identificaren explícitament com una pel·ícula metamoderna.

## Acceptació acadèmica
El metamodernisme també ha estat tractat per estudiosos en nombrosos camps acadèmics.
James MacDowell, en la seva formulació de la sensibilitat cinemàtica "quirky", descriu els treballs de Wes Anderson, Michel Gondry, Spike Jonze, Miranda July i Charlie Kaufman com construïts sobre la "Nova Sinceritat", i encarnant la seva estructura metamoderna de sentir en la seva oscil·lació entre "despreniment irònic i el compromís sincer". El número de 2013 de l'American Book Review (Revisió de llibres americans), dedicat al metamodernisme, incloïa una sèrie d'assajos que identificaven autors en el seu vessant metamodernista, com ara Roberto Bolaño, Dave Eggers, Jonathan Franzen, Haruki Murakami, Zadie Smith i David Wallace Adoptivo.
En un article de 2014 a PMLA, els estudiosos de la literatura David James i Urmila Seshagiri van argumentar que "l'escriptura metamodernista incorpora i adapta, reactiva i complica les prerrogatives estètiques d'un moment cultural anterior", en parlar d'escriptors del segle XXI com ara Tom McCarthy.
El professor Stephen Knudsen, escrivint en ArtPulse, va explicar que el metamodernisme "permet la possibilitat de mantenir-se simpatitzant amb la desconstrucció postestructuralista de la subjectivitat i el jo —la burla de tot per part de Lyotard en fragments intertextuals— i, no obstant això, encara anima els autèntics protagonistes i creadors i la recuperació d'algunes de les virtuts del modernisme.
En un assaig del 2017 sobre el metamodernisme en la ficció literària, Fabio Vittorini va afirmar que des del finals dels anys 1980s, les estratègies memètiques del modern s'han combinat amb les estratègies metaliteràries del postmodern, realitzant "un moviment de pèndol entre l'idealisme ingenu i/o fanàtic del primer i el pragmatisme escèptic i/o apàtic del segon."
El 2019, Lene Rachel Anderson va publicar el seu llibre: Metamodernity: Meaning and Hope in a Complex World (Metamodernitat: significat i esperança en un món complex), en què reclama: "La metamodernitat ens proporciona un marc per entendre'ns a nosaltres mateixos i a les nostres societats d'una manera molt més complexa. Conté elements culturals indígenes, premoderns, moderns i postmoderns i, per tant, proporciona normes socials i un teixit moral per a la intimitat, l'espiritualitat, la religió, la ciència i l'autoexploració, tot alhora."
Aquell mateix any també es va publicar: The World We Create: From God to Market (El món que creem: de Déu al mercat), de Tomas Björkman, un treball que explora els complexos orígens de la nostra situació precària actual, juntament amb un conjunt de solucions proposades que utilitzen un marc metamodern.
El 2021, Perspectiva Press va publicar Metamodernity: Dispatches from a Time Between Worlds (Metamodernitat: despatxos des d'un temps entre mons), una antologia d'assajos sobre metamodernisme i societat de Jonathan Rowson i altres.

## Institucions de recerca
Des del 2018 el Regne Unit Arts and Humanities Research Council (Consell de Recerca en Arts i Humanitats) ha fundat una Xarxa de Recerca sobre Metamodernisme. La Xarxa ha acollit diversos simposis i conferències internacionals.